# Captain Sensible
Captain Sensible, de son vrai nom Raymond Burns, est un chanteur et guitariste britannique, fondateur du groupe punk rock The Damned. Il a surtout connu le succès en 1982 avec le single Wot!.

## Biographie
Raymond Burns est né le 24 avril 1954 à Balham dans la banlieue de Londres. Il étudie à la Stanley Technical School for Boys à South Norwood.
Il joue d'abord comme guitariste dans le groupe protopunk Johnny Moped. En 1976, il rejoint The Masters of The Backside, un projet du producteur Malcolm McLaren, avec Rat Scabies, qu'il avait rencontré en travaillant au service entretien du Fairfield Halls à Croydon, David Letts, alias Dave Vanian, et Chrissie Hynde. Devenu  « Captain Sensible », il fonde la même année avec Brian James, Rat Scabies et Dave Vanian The Damned,. D'abord bassiste, il est ensuite le guitariste du groupe après le départ de Brian James en 1979.
Captain Sensible démarre une carrière solo en 1978 en enregistrant le single Jet Boy, Jet Girl alors que les Damned se sont séparés une première fois. Au milieu des années 1980, il quitte le groupe pour poursuivre une carrière solo. Il obtient alors un grand succès avec le single « Wot? ». En 1993 il enregistre et tourne avec le rocker anglais Martin Newell pour son album The greatest living englishman, interprétant en fin de set aux côtés du musicien francais Louis Philippe son célèbre tube « Wot ». En 2001, il renoue avec The Damned, pour participer à la composition du nouvel album Grave Disorder, après 12 ans d'absence en studio. Depuis, il tourne à nouveau avec le groupe,.
Il figure dans le film documentaire de Moby Punk rock vegan movie, composé d'images d'archives et d'interviews inédites, sorti en janvier 2023.